# Ряженое (село)
Ряженое — село в Матвеево-Курганском районе Ростовской области. Административный центр Ряженского сельского поселения.

## География
Село расположено на реке Миус в 6 км к югу от посёлка Матвеев Курган, в 30 км к северу от Таганрога и в 70 км к северо-западу от Ростова-на-Дону.
Вблизи села находится остановочный пункт Миусский на железнодорожной линии Таганрог — Донецк.

## История
Основано в 1776 году военным комиссаром надворным советником Григорием Ивановичем Коваленским.
По общей народной переписи в 1782 году в нём проживало 162 человека. А через сто лет Ряженое Милость-Куракинской (позже — Политотдельской) волости, вошедшее в Таганрогский округ, насчитывало уже 218 хозяйств и 1370 душ обоего пола.
В Ряженом была построена деревянная Георгиевская церковь, насчитывающая около 1500 прихожан.
Имеется средняя общеобразовательная школа.

## Население
| 2010 |
| ---- |
| 2165 |

## Достопримечательности
- Церковь Георгия Победоносца. Церковь относится в Ростовской и Новочеркасской епархии Матвеево-Курганское благочиние Русской Православной церкви

## Известные люди
- Добрица, Василий Иванович (1925—2023) — полный кавалер Ордена Славы.
- Шаронов, Евгений Иванович — крупный таганрогский помещик.